# Siphonogobius nue
Siphonogobius nue is een straalvinnige vissensoort uit de familie van grondels (Gobiidae). De wetenschappelijke naam van de soort is voor het eerst geldig gepubliceerd in 1998 door Shibukawa & Iwata.